# (2970) Pestalozzi
(2970) Pestalozzi est un astéroïde de la ceinture d'astéroïdes, découvert le 27 octobre 1978 par l'astronome suisse Paul Wild à l'observatoire Zimmerwald de l'université de Berne. Cet astéroïde porte le nom du pédagogue suisse Johann Heinrich Pestalozzi.